# Слеш (жанр)

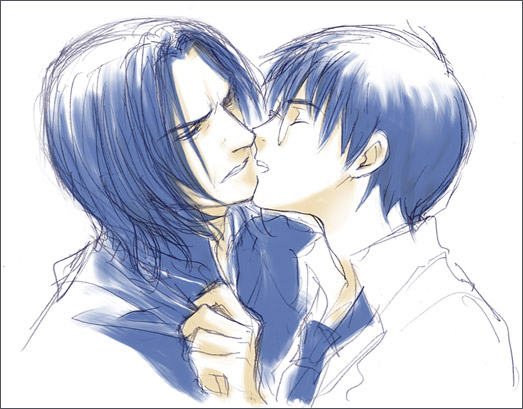
Фан-арт у жанрі слеш: Северус Снейп та Гаррі Поттер

Слеш, (від англ. slash " коса риса ") — це жанр книг або аматорських творів («фанфіків»), в якому описуються романтичні або сексуальні стосунки між персонажами чоловічої статі. У фанфіках персонажі взяті з уже створених відомих творів, які в першоджерелі не мають явної гомосексуальної орієнтації. Описи подібних стосунків двох героїнь називаються фемслеш .
Слеш про реальних людей називається RPS (англ. real person slash).
Сюжет таких творів найчастіше зосереджений виключно парі персонажів. Назва виникла з дисклеймера таких творів, у яких головні персонажі вказуються через " / ". Ця частина дисклеймеру (т. з. «Пейрінг») зазвичай присутній у всіх фанфіків, що оповідають про чиїсь любовний зв'язок, не тільки слеш. У книгах любовна або сексуальна лінія головна, але не основоположна лінія сюжету.

## Історія
Прийнято вважати, що слеш, як жанр зародився наприкінці 1970-х років серед фандому серіалу «Зоряний шлях», коли фанатки франшизи почали писати фанфіки з романтичними стосунками Кірка і Спока . Саме слово «слеш» — це англійська назва символу «/», так як автори фанфіка ставили дисклеймери про романтичні або сексуальні взаємини персонажів, наприклад «Kirk / Spock». Незабаром стали з'являтися фанфіки, де зводили чоловічих героїв зі Старськи і Хатч, Сімки Блейка та інших популярних серіалів або фільмів тих часів . Тоді за цим явищем зміцнилося визначення «слеш» . З самого початку була задана тенденція, коли слеш-фанфіки писалися за популярними науково-фантастичними всесвітами . Ранні фанфіки зводили в романтичних відносинах персонажів, які є за каноном головними героями та близькими товаришами .
Слеш користувався популярністю насамперед серед жіночої частини фандому, решта ж фанатів досить різко і негативно реагувала на це явище, надаючи жанру «слеш» та його любителям маргінальний статус . Причиною цього були сильні гомофобні настрої та ідея неприпустимості зображення геїв у медіа . В Англії перші автори слеша ризикували бути заарештованими за порушення закону про непристойність .
Проте, протягом кількох наступних десятиліть, поступове прийняття гомосексуальності та жіночого сприйняття поступово позбавило «слеш» статусу маргінального та табуйованого жанру. Завдяки цьому, в тому числі і з початком розповсюдження інтернету, «слеш» залучив значно більше авторів і читачів . До 1990-х років слеш-фанфіки було вкрай складно роздобути, але можливо — купивши фанатський самвидав за велику оплату . Якщо традиційно слеш приваблював жінок, то в останнє десятиліття цим жанром зацікавилися і фанати чоловіки, в результаті все частіше стали з'являтися історії з романтичними стосунками жіночих персонажів, такі фанфіки стало помічати, як «фемслеш» .

## Неоднозначність визначення
Так як слеш і фемслеш зародилися в той час, коли гомосексуальні зв'язки були неприпустимі в літературі, кіно або на телебаченні, завжди йшлося про неканонічні одностатеві стосунки, і саме цим описом характеризувався слеш або фемслеш. Однак останнім часом, разом з появою гомосексуальних стосунків у творах, багато авторів фанфіків за цими творами, як і раніше, наполягали на тому, щоб позначати канонічні гомосексуальні стосунки як слеш або фемслеш .
Разом із зростанням популярності фанфіків в інтернеті, автори нового покоління стали використовувати термін «слеш» для опису будь-яких еротичних фанфіків незалежно від того, чи торкаються вони гомосексуальні, гетеросексуальні (гет) чи інші форми еротики. Хоча слеш може містити еротичні сцени, вони не є обов'язковими у фанфіках такого жанру. Крім іншого, такі фанфіки можуть містити оригінальних вигаданих персонажів і, як і раніше, позначатися як слеш .

## Поджанри
Як і всі фанфіки, слеш розподіляється за жанрами, рейтингом, фандомами. Зазвичай рейтинг слешу присуджують не нижче PG-13 незалежно від змісту.
Існує кілька спеціальних позначень для деяких видів слешу:
- Rare-слеш — слеш по маловідомому фендом або непопулярному пейрингу.
- Тян-слеш — стосунки персонажів з великою різницею у віці. Також називається Underage. Один або обидва партнери — діти чи підлітки. Префікс «тян» — це японський пестливий суфікс, що використовується по відношенню до молодших. Стосунки з дітьми та неповнолітніми досить часто зустрічається в японських творах або хентаї (лолікон, сетакон). З цієї причини японський суфікс закріпився у визначенні[18] . Цей підвид слеша через педофілію користується найспірнішою репутацією, були прецеденти, коли власники оригінальних творів домагалися заборони на публікацію тян-слеш в інтернеті.
- Everyone Is Gay (Кожен є геєм) — фанфік, у якому всім основним персонажам приписується негетеросексуальна орієнтація, без жодних пояснень з боку автора та незалежно від того, що йдеться з цього приводу у каноні.
- Чоловіча вагітність, або mpreg (від male pregnancy), — слеш-оповідання, в якому, всупереч законам природи, один із героїв вагітніє.
- Слеш реальних людей, real person slash або RPS — фанфік, в якому зав'язуються романтичні стосунки персонажів, заснований на реальних особистостях, найчастіше це члени бой-бендів в індустрії поп-музики[19], рідше спортсмени чи професійні борці. Найпопулярніша пара — Дженсен Еклс / Джаред Падалекі[20] . Цей підвид жанру виник 1990-ті роки і зустрічає неоднозначну реакцію, оскільки предметом вигаданих історій стають справжні особистості. RPS також відкидають багато представників основної аудиторії слеш[21] .
- Фемслеш, він же ф/ф-слеш, сапфік — стосунки між жіночими персонажами, які за каноном є гетеросексуальними або не перебувають у стосунках[22] . Фемслеш — відносно молодий жанр, чия популярність зросла у 2010-ті роки разом із збільшенням частки чоловіків серед авторів та читачів фанфіків відомих творів[15] . Більшість авторів фемслеш-фанфіків — гетеросексуальні чоловіки[23] . Молодість жанру обумовлена тим, що гетеросексуальні жінки традиційно були основними авторами та читачами слеш-фанфіків і не були зацікавлені у лесбійських стосунках[24] . Інша важлива причина полягала в тому, що в ранніх творах вкрай рідко можна було зустріти більше одного добре прописаного жіночого персонажа[25] . Наприклад, ранній зразок фемслеша — Джейнвей / Сьома зі Зоряного Шляху, оскільки оригінальний сюжет показав складне конфліктне та емоційне взаємини цих двох жіночих персонажів, що було великою рідкістю для творів того часу. Відповідно популяризація фемслеша нерозривно пов'язана зі збільшенням частки жіночих персонажів та їхньої активної ролі в сюжеті в пізніх творах[26] . Зокрема, фемслеш домінує у фанфіках до творів із переважаючими жіночими персонажами, наприклад, «Зена — королева воїнів» або «Помаранчевий — хіт сезону»[27] . Так як лесбійські стосунки зображуються в літературі й кіно частіше і відкрито, ніж чоловічі гомосексуальні, то ведеться суперечка щодо того, чи варто вважати фанфіки до творів з канонічними лесбійськими стосунками (наприклад, «Баффі — винищувачка вампірів»), як і раніше, фемслешем. Багато хто вважає, що так, оскільки в канонічних творах лесбійські стосунки показуються набагато менше і скромніше, ніж гетеросексуальні (квірбейтинг), а фемслеш-фанфіки досліджують такі стосунки набагато глибше[28] .
- Омегаверс — поджанр слеша, який також часто розглядається як самостійний жанр, оскільки може містити і жіночих персонажів. Головна особливість сюжету — наявність серед персонажів зграйної ієрархії, заснованої найчастіше на ієрархії вовків, рідше за інших диких тварин. З цієї причини часто персонажі в омегаверсі є перевертнями чи іншими фантастичними істотами з людськими рисами[29] . У таких фанфіках є домінуючі альфи, нейтральні бети і покірні омеги. Омегаверс як самостійний жанр утвердився на тлі популярності серіалу «Надприродне», коли фанати стали публікувати безліч слеш-фанфіків із «вовчою ієрархією» між чоловічими персонажами[30] . Особливу популярність цей жанр завоював у Японії у 2010-х роках, ставши підджанром яой. У японських творах та фанфіках жанру омегаверс у сюжет також вводиться кастова система, де «альфи» — це найвищий стан, гнобителі, а «омеги» — нижчий і стикаються з дискримінацією. Також «омеги» можуть завагітніти, незважаючи на те, що вони чоловіки[31] .

## Автори
«Слешерами» називають авторів слеша, а також людей, які читають його. У Росії слешери часто використовують персонажів і сюжети жанру яой, тому яойщиці, які займаються коспплеєм (переодяглися і грають) чоловічих персонажів, теж можуть називати себе слешерами. Також в аніме -спільноті слешерами можуть називати і трансгендерних людей, бісексуалів, а навіть просто толерантних до сексуальних меншин людей.
У різних фендом до слешу ставляться по-різному, від різкого неприйняття до захоплення. Слешери кожного окремого фендому зазвичай мають свої жаргонізми, зазвичай це позначення популярних пейрінгів. Часто вони утворені від імен персонажів, наприклад, Снаррі (Северус Снейп / Гаррі Поттер), Спірк (Спок / Джеймс Кірк) і ЗоСан (Зоро / Санджі, One Piece), але є і винятки, такі як Вінцест (брати Він честери + Інцест).

## Критика
Слеш як феномен фанфікшена привернув найбільшу увагу вчених. Вже з 1990-х років жанр стає предметом для досліджень у рамках гуманітарних та культурологічних наук. Вчені цікавилися спільнотами, всередині яких створювалися слеш-фанфіки, і тим, яку роль у цьому відігравала контркультура .
Прихильники квір-теорії довгий час нехтували жанром слеш як культурним феноменом, проте слеш-література визнана вкрай важливою частиною репрезентації ЛГБТ в медіа, так як вона одна з перших стала оскаржувати загальноприйняті гетеросексистські норми в літературі та інших де гетеросексуальність виступала єдиною допустимою формою романтичних та сексуальних стосунків . Навіть через десятиліття з початку зародження жанру слеш онлайн-форуми шанувальників слеш-фанфіків виступають одними з небагатьох безпечних просторах, де квір-фанати можуть без страху засудження та ганьби обговорювати та вивчати власні сексуальні уподобання та гендерну ідентичність. Інтернет дозволяє залишатися їм анонімними та без страху ділитися з іншими своїми прихованими та оригінальними сексуальними фантазіями . Тим не менш, слеш критикувався за відсутність достовірної репрезентації гей-спільноти. Майже всі автори та читачі слеш-фанфіків — гетеросексуальні жінки, які не ставлять собі за мету покращити сприйняття геїв — вони лише фетишизують гомосексуальні стосунки та задовольняють ними власні сексуальні фантазії .
Джоанна Расс, американська письменниця-фантастка, стверджувала, що слеш-фантастика — це реакція на те, що переважна більшість творів і популярних телевізійних і кінофраншиз відображають історії через чоловіче сприйняття ; зокрема, це неприпустимість будь-яких натяків на гомосексуальність, але при цьому непропорційно більша кількість чоловічих персонажів, які краще прописані як особи, ніж жіночі, і типовий сюжетний хід — коли між чоловічими героями зав'язуються близькі дружні стосунки. Чоловічі гомосексуальні фантазії та емоційна вразливість чоловічих персонажів є частиною жіночого сприйняття сюжету, особливо якщо йдеться про твори, майже повністю представлені чоловічими персонажами .